# Премия Европейской киноакадемии 1990
European Film Awards 1990 — премия Европейской киноакадемии (нем. Europäischer Filmpreis).

## Лауреаты и номинанты Премии Европейской киноакадемии 1990

### Лучший фильм
- Италия  Открытые двери
- Франция Сирано де Бержерак
- СССР Мать
- Польша Допрос
- Швеция Ангел-хранитель
- Финляндия Девушка со спичечной фабрики
- Испания Ай, Кармела!

### Лучший фильм молодого режиссёра
- Великобритания  Генрих V: Битва при Азенкуре
- Испания Белая голубка
- Италия Турне
- Франция Безжалостный мир
- СССР Замри — умри — воскресни!

### Лучшая мужская роль
- Кеннет Брана — Генрих V: Битва при Азенкуре
- Жерар Депардьё — Сирано де Бержерак
- Филип Санден — Ангел-хранитель

### Лучшая женская роль
- Кармен Маура — Ай, Кармела!
- Анн Броше — Сирано де Бержерак
- Кристина Янда — Допрос

### Лучшая мужская роль второго плана
- Дмитрий Певцов — Мать
- Габино Диего — Ай, Кармела!
- Бьёрн Чьелльман — Ангел-хранитель

### Лучшая женская роль второго плана
- Малин Эк — Ангел-хранитель
- Лена Нилен — Ангел-хранитель
- Гунилла Рер — Ангел-хранитель

### Лучшая работа сценариста
- Виталий Каневский — Замри — умри — воскресни!
- Рышард Бугайский и Януш Дымек — Допрос
- Этьен Глейсер, Мадлен Густафссон и Сузанне Остен — Ангел-хранитель

### Лучшая операторская работа
- Тонино Нарди — Открытые двери
- Пьер Ломм — Сирано де Бержерак
- Горан Нилссон — Ангел-хранитель

### Лучший композитор
Не награждались.
- Жан-Люк Годар — Новая волна
- Юрген Книпер — Невеста декабря
- Жан-Клод Пети — Сирано де Бержерак

### Лучшая работа художника-постановщика
- Эцио Фриджерио и Франка Скуарчапино — Сирано де Бержерак
- Юрий Пашигорьев — Замри — умри — воскресни!
- Бен ван Ос, Ян Рулфс и Жан-Поль Готье — Повар, вор, его жена и её любовник

## Специальный приз
- Специальный приз жюри I — Джан Мария Волонте
- Специальный приз жюри II — Невеста декабря
- Открытие года — Эннио Фантастичини
- Лучший документальный фильм — Šķērsiela
- Особое упоминание — лучший документальный фильм — Шаг через границу